# Aleksa Crnčević
Aleksa Crnčević (né le 14 février 1995) est un coureur cycliste bosnien, qui a évolué sur route ainsi qu'en VTT,.

## Palmarès sur route

### Par année
- 2015
  -  Champion de Bosnie-Herzégovine sur route
  -  Champion de Bosnie-Herzégovine de la montagne
  - 3e du championnat de Bosnie-Herzégovine du contre-la-montre
- 2016
  - 3e du championnat de Bosnie-Herzégovine sur route
  - 3e du championnat de Bosnie-Herzégovine du contre-la-montre

### Classements mondiaux
| Année           | 2015 | 2016 |
| --------------- | ---- | ---- |
| UCI Europe Tour | 391e | 988e |

## Palmarès en VTT

### Championnats de Bosnie-Herzégovine
| - 2012 - Champion de Bosnie-Herzégovine de cross-country juniors - 2013 - Champion de Bosnie-Herzégovine de cross-country juniors - 2014 - Champion de Bosnie-Herzégovine de cross-country espoirs | - 2015 - Champion de Bosnie-Herzégovine de cross-country - 2016 - 2e du championnat de Bosnie-Herzégovine de cross-country |